# Clivocampa
Clivocampa es un género de dipluros en la familia Campodeidae. Existe al menos una especie descripta en Clivocampa, C. solus.